# Paul Prill
Paul Prill (Berlín, 1 d'octubre de 1860 - Bremen, 21 de desembre de 1930) fou un violoncel·lista, mestre de capella i compositor alemany.
Com els seus germans va rebre les primeres lliçons del seu pare, i després en l'Escola Superior de Berlín, acompanyà els seus germans Karl i Emil viatjaren per Alemanya, Rússia, Dinamarca i Suècia donant concerts, el 1882 entrà com a violoncel·lista en l'orquestra Bilse, però ja a partir de 1885 es dedicà per complet a la carrera de director d'orquestra, exercint, successivament, a Berlín, Rotterdam, Hamburg i Schwerin, fins que el 1906 fou nomenat director de l'orquestra Mozart de Berlin, i el 1905 de la Tonkúnstler Orchester de Múnic.